# Río Macharetí
Der Río Macharetí (auch: Quebrada (de) Macharetí) ist ein Fluss im Tiefland des südamerikanischen Anden-Staates Bolivien.
Der Río Macharetí hat eine Gesamtlänge von 80 Kilometern, er entspringt in der Serraná de Aguarague, einem Höhenzug der östlichen Voranden in Bolivien, und verläuft in seinem wasserreichen Unterlauf im nordwestlichen Teil des bolivianischen Chaco. Er entspringt im Departamento Chuquisaca an der Grenze zwischen den beiden Municipios Macharetí und Huacaya als Río Yapi, etwa zwanzig Kilometer südwestlich des Verkehrsknotenpunktes Boyuibe.
Von dort aus fließt der Quellbach des Macharetí zuerst in südlicher Richtung, dann in südwestlicher Richtung und vereinigt sich in seinem Verlauf mit dem Río Abao und dem Río Tati. Nach etwa 50 Kilometern tritt der Fluss aus dem Vorgebirge heraus, das Flussbett erreicht bei der Ortschaft Macharetí eine Breite von bis zu 400 Metern. Der Fluss fließt jetzt hier nach Osten und wird bei Kilometer 56 von der Nationalstraße Ruta 9 gekreuzt und wenige Kilometer flussabwärts von der Bahnlinie Santa Cruz – Yacuiba.
Der Fluss biegt dann in eine südöstliche Richtung um und versiegt nach weiteren etwa 20 bis 25 Kilometern in den Chaco-Niederungen. Weiter südlich unterhalb des Versickerungsgebietes fließt der Río Pilcomayo, der zum Flussgebiet des Rio Paraná gehört.